# Kaľnyk (okres Mukačevo)
Kaľnyk, česky, slovensky a rumunsky Kalník, ukrajinsky Кальник, maďarsky Beregsárrét, je obec na Ukrajině, v Zakarpatské oblasti, v okrese Mukačevo, ve vesnické komunitě Velyki Lučky. V roce 2024 zde žilo 872 obyvatel.

## Místní části
- Kaľnyk
- Kuzmyno
- Medvedovce
- Ruská Kučava
- Škurativci[2]

## Historie
První písemná zmínka o obci pochází z roku 1557, kdy ves byla uvedena jako Kalnyig. Obec byla součástí Uherska, poté byla (na základě Trianonské smlouvy) součástí Československa. Za první československé republiky zde byl obecní notariát, četnická stanice a poštovní úřad.

## Osobnosti
- Petro Gebej (1864–1931), biskup řeckokatolické mukačevské eparchie